# María de Huerva
María de Huerva és un municipi d'Aragó situat a la província de Saragossa i enquadrat a la comarca de Saragossa. El 2023 tenia 6.430 habitants.